# Departament Libertador General San Martín

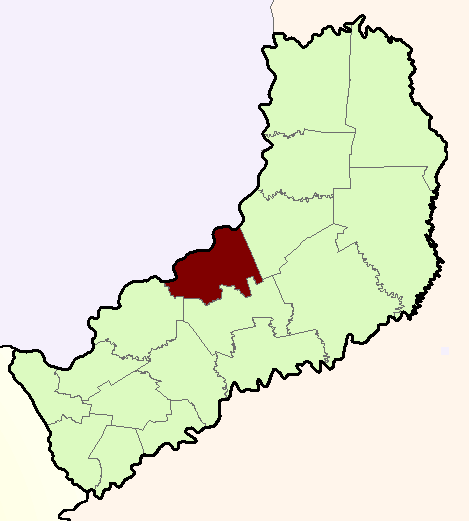
Departament Libertador General San Martín na tle prowincji Misiones

Departament Libertador General San Martín – jeden z 17 departamentów argentyńskiej prowincji Misiones. Stolicą departamentu jest miasto Puerto Rico.
Powierzchnia departamentu wynosi 1524 km². Na obszarze tym w 2010 roku mieszkało 46 333 ludzi, a gęstość zaludnienia wynosiła 30,4 mieszkańców/km².
Zachodnią granicę wyznacza rzeka Parana, która jest rzeką graniczną z Paragwajem. Wokół niego znajdują się departamenty: San Ignacio, Cainguás oraz Montecarlo.